# 9446 Cicero
A 9446 Cicero (ideiglenes jelöléssel 1997 JT11) a Naprendszer kisbolygóövében található aszteroida. Eric Walter Elst fedezte fel 1997. május 3-án.